# Тверитино (Московская область)

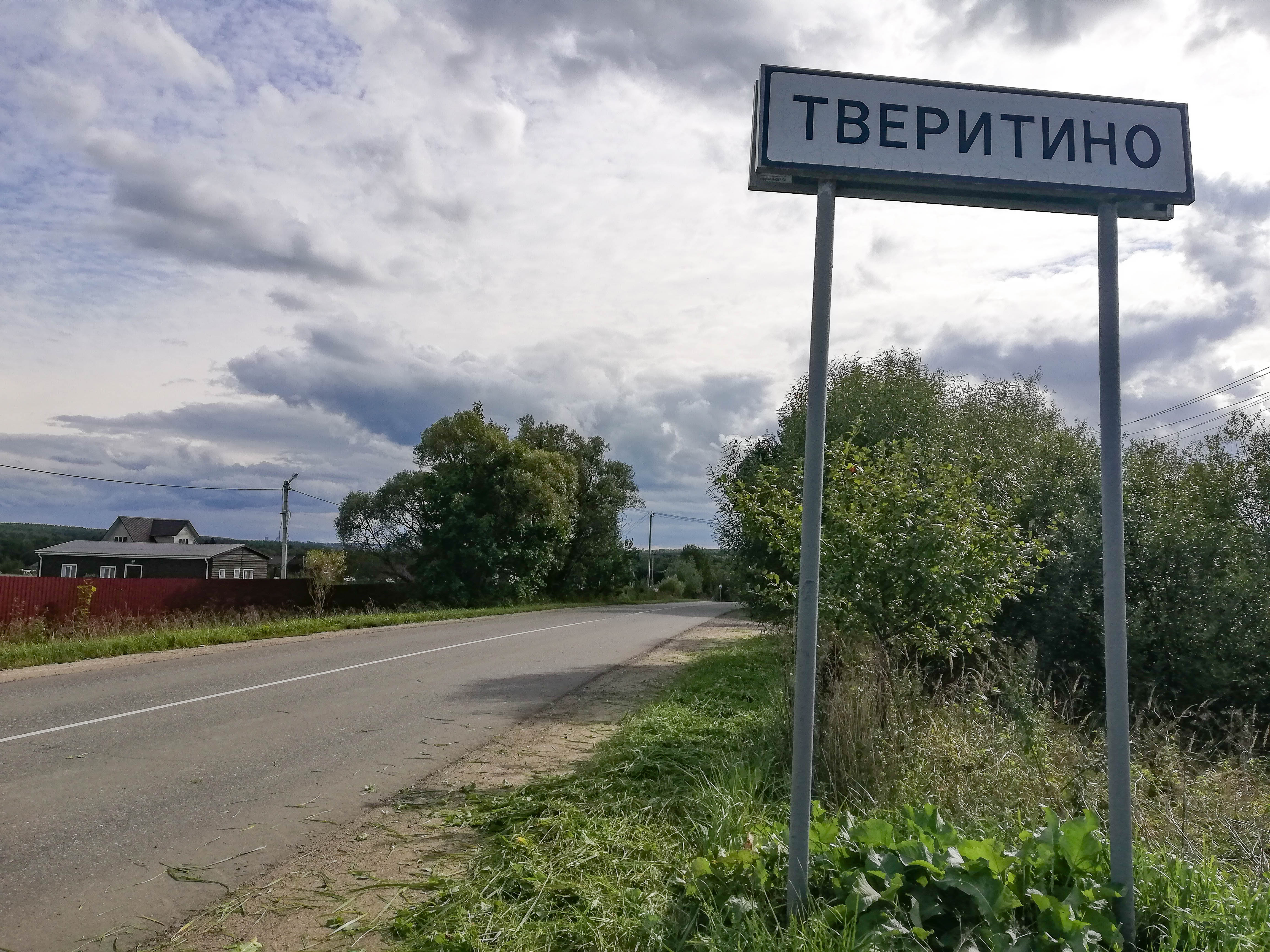
Въезд в деревню

Тверитино — деревня в Серпуховском районе Московской области. До 14 декабря 2018 года входила в состав Дашковского сельского поселения (до 29 ноября 2006 года входила в состав Райсемёновского сельского округа).
Законом Московской области № 220/2018-ОЗ от 14 декабря 2018 года, Дашковское сельское поселение было упразднено и вместе с другими поселениями Серпуховского муниципального района объединено с городским округом Серпухов в единое муниципальное образование городской округ Серпухов.
В настоящее время управление населенными пунктами бывшего Дашковского сельского поселения, в том числе д. Тверитино, осуществляется через территориальный отдел Дашковский, входящий в состав территориального управления администрации городского округа Серпухов. Начальник отдела - Суровиков Игорь Дмитриевич.. В деревне функционирует институт старост, представляющих интересы своих земляков. В настоящее время старостой деревни является Юлия Парфёнова.

## Население
| 2002 | 2006 | 2010 | 2015 |
| ---- | ---- | ---- | ---- |
| 65   | ↗71  | ↗89  | ↗174 |

## География
Тверитино расположено в 8 км (по шоссе) на северо-запад от Серпухова, у внутренней стороны большого Московского кольца, высота центра деревни над уровнем моря — 161 м.

## Современное состояние
На 2016 год в деревне зарегистрировано 3 садовых товарищества, Тверитино связано автобусным сообщением с городом Серпухов и соседними населёнными пунктами.
В период с 2001 по 2008 г.г. в окрестностях деревни на берегу реки Нары на фестивальной поляне традиционно проводился ежегодный летний фестиваль авторской песни межрегионального общественного объединения Второй канал авторской песни. А с 2011 года участники фестиваля авторской песни из России, стран ближнего и дальнего зарубежья  вновь стали собираться в Тверитино. К этому времени фестиваль уже сменил название на - "Фестиваль-бенефис".
В целях обеспечения 190 многодетных семей г.о. Серпухова земельными участками под индивидуальное жилищное строительство, Правительством Московской области в 2015 г. было издано постановление о включении в границы деревни Тверитино земельного участка площадью свыше 236 тысячи квадратных метров, в результате чего площадь деревни выросла более чем в два раза. Основная подъездная и внутрипоселковые дороги в той части деревни, где многодетным семьям были выделены участки под строительство в настоящее время отсыпаны щебнем и покрыты асфальтовой крошкой. Деревня вошла в программу "Светлый город". К сентябрю 2023 в деревне был завершен монтаж светодиодных светильников, размещенных на опорах.. 
В 2020 году деревня вошла в губернаторскую программу газификации Московской области. Согласно программе газификация деревни должна быть завершена до 2025 года.. На 2 июля 2024 года газификация деревни завершена..
Однако администрацией городского округа Серпухов пока не решаются вопросы проектирования и строительства водоснабжения и водоотведения.